# شارون بلاك
شارون بلاك (بالإنجليزية: Sharon Black)‏ (4 أبريل 1971 في أستراليا - ) هي لاعبة كرة قدم أسترالية في مركز الوسط، شاركت في الألعاب الأولمبية الصيفية 2000. وشاركت مع منتخب أستراليا لكرة القدم للسيدات. أما مع النوادي، فقد لعبت مع Fortuna Hjørring ‏ وAdelaide United FC (women) ‏.

## وصلات خارجية
- شارون بلاك على موقع الاتحاد الدولي (مؤرشف)  (الإنجليزية)
- شارون بلاك على موقع قاعدة بيانات كرة القدم.إي يو (الإنجليزية)
- شارون بلاك على موقع أوليمبيديا (الإنجليزية)
- شارون بلاك على موقع اللجنة الأولمبية الأسترالية (الإنجليزية)